# 石船镇
石船镇，是中华人民共和国重庆市渝北区下辖的一个乡镇级行政单位。

## 行政区划
石船镇下辖以下地区：
渝长街社区、天宫社区、太洪村、重桥村、金桥村、河水村、凉水村、石河村、梅溪村、石翔村、胆沟村、胜天村、金滩村、葛口村、石龙村、黄岭村、战旗村、天坪村、麻柳村、共和村、民利村、民主村、大堰村、青杠村、石垭村、石壁村和关兴村。